# Eudelus brevicaudator
Eudelus brevicaudator là một loài tò vò trong họ Ichneumonidae.